# Sky Sport MotoGP
Sky Sport MotoGP é um canal de televisão temático italiano dedicado exclusivamente ao campeonato mundial produzido pela Sky Italia.
Está disponível para todos os assinantes do pacote "Sky Sport" e transmite ao vivo treinos livres, qualificações de aquecimento e corridas de todos os GPs sazonais do Campeonato Mundial de Motovelocidade e outras categorias como Moto2, Moto3 e MotoE.
O canal foi lançado em 10 de março de 2014.